# Critique métaphorique
 (mai 2022).
La mise en forme du texte ne suit pas les recommandations de Wikipédia : il faut le « wikifier ».
Les points d'amélioration suivants sont les cas les plus fréquents. Le détail des points à revoir est peut-être précisé sur la page de discussion.
- Les titres sont pré-formatés par le logiciel. Ils ne sont ni en capitales, ni en gras.
- Le texte ne doit pas être écrit en capitales (les noms de famille non plus), ni en gras, ni en italique, ni en « petit »…
- Le gras n'est utilisé que pour surligner le titre de l'article dans l'introduction, une seule fois.
- L'italique est rarement utilisé : mots en langue étrangère, titres d'œuvres, noms de bateaux, etc.
- Les citations ne sont pas en italique mais en corps de texte normal. Elles sont entourées par des guillemets français : « et ».
- Les listes à puces sont à éviter, des paragraphes rédigés étant largement préférés. Les tableaux sont à réserver à la présentation de données structurées (résultats, etc.).
- Les appels de note de bas de page (petits chiffres en exposant, introduits par l'outil «  Source ») sont à placer entre la fin de phrase et le point final[comme ça].
- Les liens internes (vers d'autres articles de Wikipédia) sont à choisir avec parcimonie. Créez des liens vers des articles approfondissant le sujet. Les termes génériques sans rapport avec le sujet sont à éviter, ainsi que les répétitions de liens vers un même terme.
- Les liens externes sont à placer uniquement dans une section « Liens externes », à la fin de l'article. Ces liens sont à choisir avec parcimonie suivant les règles définies. Si un lien sert de source à l'article, son insertion dans le texte est à faire par les notes de bas de page.
- La présentation des références doit suivre les conventions bibliographiques. Il est recommandé d'utiliser les modèles {{Ouvrage}}, {{Chapitre}}, {{Article}}, {{Lien web}} et/ou {{Bibliographie}}. Le mode d'édition visuel peut mettre en forme automatiquement les références.
- Insérer une infobox (cadre d'informations à droite) n'est pas obligatoire pour parachever la mise en page.

Pour une aide détaillée, merci de consulter Aide:Wikification.
Si vous pensez que ces points ont été résolus, vous pouvez retirer ce bandeau et améliorer la mise en forme d'un autre article.
 (avril 2022).
La critique métaphorique est une école d'analyse rhétorique utilisée dans les études de communication à partir de discours. Les chercheurs employant la critique métaphorique analysent des métaphores dans le but de mieux comprendre les façons dont les auteurs attirent leur public.

## Origines
Le terme «métaphore» peut être attribué au trope décrit par Aristote dans sa Rhétorique et sa Poétique comme une comparaison de deux objets ou concepts dans le but de les relier les uns aux autres. James DeMille, dans Les éléments de rhétorique, définit la métaphore comme « une comparaison implicite entre deux choses de nature différente, par exemple : L'affichage coloré était un aimant pour n'importe qui dans la pièce. »  En utilisant l'exemple de DeMille, un critique étudiant la métaphore explorerait comment "affichage" et "aimant" ne sont pas habituellement considérés comme des synonymes. Cependant, en utilisant "aimant" comme métaphore, la phrase ci-dessus implique que "l'affichage" possède les propriétés d'un aimant et attire vers lui les objets ou les personnes présents dans la pièce.
Dans un sens plus large, la critique métaphorique peut éclairer le monde dans lequel nous vivons en analysant le langage qui nous entourent. L'idée que les métaphores démontrent des visions du monde trouve son origine dans les travaux de Kenneth Burke et a été reprise plus loin dans les sciences cognitives, en particulier par George Lakoff.

## Application
La critique métaphorique se concentre sur l'analyse de textes qui utilisent des métaphores de manière efficace ou inefficace dans le cadre de leur structure d'argumentation. Par exemple, dans un article intitulé « Five Years After 9/11 : Drop the War Metaphor », George Lakoff et Evan Frisch analysent comment l'adoption par le président Bush d'une métaphore de la « guerre » afin de discuter de son approche face au terrorisme par opposition à une métaphore du «crime» lui fournit une barrière contre les critiques pour aller de l'avant avec la guerre en Irak. Lakoff illustre la puissance de la métaphore de la « guerre » : « La métaphore de la guerre définit la guerre comme le seul moyen de défendre la nation. De l'intérieur de la métaphore de la guerre, être contre la guerre comme réponse était d'être antipatriotique, d'être contre la défense de la nation. La métaphore de la guerre met les progressistes sur la défensive." Les critiques rhétoriques font non seulement ces observations et rapportent également l'effet sur le public et la façon dont la métaphore améliore ou remet en question la vision du monde du public.
Les critiques examinant la métaphore ont également commencé ces dernières années à examiner la métaphore dans les médias visuels et électroniques. Par exemple, des métaphores peuvent être trouvées dans les rhétoriques de publicités de candidatures présidentielles télévisées. En 1984, la campagne du président Ronald Reagan a parrainé une publicité montrant un grizzli comme posant une menace potentiellement importante pour les États-Unis. L'URSS n'est jamais nommée dans cette publicité, mais l'hypothèse de la campagne était que les Américains reconnaîtraient clairement « l'ennemi » que représente l'ours.

## Conduction
Dans Rhetorical Criticism, Sonja K. Foss décrit une procédure en quatre étapes pour appliquer la critique métaphorique aux textes :
1. Premièrement, le critique lit ou visualise l'artefact entier avec une attention particulière à son contexte.
2. Deuxièmement, le critique isole la ou les métaphores dans le texte, pour montrer à la fois des substitutions évidentes et plus subtiles de sens. Ici, Foss invoque la théorie de l'interaction de Max Black du «ténor» (le sujet principal ou objectif) et du «véhicule» (sujet secondaire ou cadre de la métaphore), une méthode pour analyser les façons dont les objets dissemblables associés partagent en fait des caractéristiques similaires.
3. Troisièmement, le critique trie les métaphores et recherche des modèles d'utilisation dans le texte. Plus la recherche dans le texte est exhaustive, plus cette étape sera longue.
4. Le critique analyse la ou les métaphores ou groupes de métaphores dans l'artefact pour révéler comment leur structure peut affecter le public visé. Foss écrit: "Ici, le critique suggère quels effets l'utilisation des diverses métaphores peut avoir sur le public, et comment les métaphores fonctionnent pour plaider en faveur d'une attitude particulière envers les idées présentées."